# テオノエー
テオノエー（古希: Θεονόη, Theonoē）は、ギリシア神話の女性である。長音を省略してテオノエとも表記される。主に、
- テストールの娘
- プローテウスの娘

が知られている。以下に説明する。

## テストールの娘
このテオノエーは、予言者テストールの娘で、カルカース、レウキッペーと兄弟。
テオノエーは遊んでいるところを海賊にさらわれ、カーリア地方の王イーカロスに妾として売られたが、後にカーリア王の王妃となった。父テストールは娘を探す旅に出たが、船が難破し、カーリアの地で奴隷となった。姉妹のレウキッペーがデルポイの神託に家族の行方を伺いを立てると、アポローンの神官として諸国をめぐるよう命じられた。そこでレウキッペーは髪を剃って、男装し、諸国を旅するうちにカーリアにたどり着いた。
ところがテオノエーはレウキッペーを男と勘違いして恋した。レウキッペーもまた王妃が姉妹であるとは気づかずに、女であることを明かして王妃を拒んだ。テオノエーは怒ってレウキッペーを幽閉し、年老いた奴隷に剣を渡してレウキッペーを殺すよう命じた。しかしその奴隷は実は父テストールであり、殺人の罪を犯さなければならないことを嘆きながら、自分の素性と奴隷になったいきさつを語った。レウキッペーはその言葉を聞いて、老人が父テストールであることに気づいた。そこで父から剣を奪い、一緒に女王を殺そうと説得した。またテオノエーも父の名前を聞いて、彼らが生き別れた家族であることに気づき、自らテオノエーであると打ち明けた。このようにして、テオノエーは家族と再会した。

## プローテウスの娘
このテオノエーは、エウリーピデースの悲劇『ヘレネ』によると、エジプトの王プローテウスとネーレーイスの1人プサマテーとの娘で、テオクリュメノスと兄弟、ポーコスと異父兄弟。
エウリーピデースによると、テオノエーの本名はエイドーであったが、成長してからはテオノエーと呼ばれるようになった。彼女は海神ネーレウスの女神官であると同時に、優れた女予言者であった。そのためエジプトを訪れたテウクロスはテオノエーにキプロスへの航海について訊ねようとする。またヘレネーはメネラーオスの安否を訊ね、メネラーオスが生きていることを教えられる。
その後、劇中に登場したテオノエーはヘレネーがメネラーオスとの再会を果たしているのを見て、メネラーオスに神々の思惑を伝える。すなわち、ヘーラーは以前はメネラーオスに敵意を抱いていたが、今は考えを変えてパリスとの結婚がアプロディーテーの仕組んだ偽りのものであったことを人々に知らしめるため、無事に帰国することを望んでいる。その一方でアプロディーテーは美と引き換えに偽りの結婚を与えたと非難されるのを嫌がって、メネラーオスの帰国を望んでいないと告げる。そのうえで、アプロディーテーの味方をしてヘレネーとの結婚を望んでいるテオクリュメノスにメネラーオスがここにいることを伝えるべきか、それともヘーラーの味方をして兄ではなくメネラーオスを助けるべきかと問いかける。しかし敬虔な彼女は結局は自らの内なる正義（ディケー）に従って行動する。つまり、ヘーラーと同じくメネラーオスの味方をし、アプロディーテーには祖国への帰還の許しを乞い、ヘーラーには変わらぬ好意を乞うよう2人に勧めるのである。テオクリュメノスはテオノエーの裏切りを知ると、彼女を殺そうと考えるが、双生児神ディオスクーロイが介入してテオノエーを救った。
後代の神話作家コノーンによると、テオノエーはメネラーオスの船の美しい相舵手カノーポスに恋をした。しかしカノーポスは足を毒蛇に噛まれ、命を落としたため、メネラーオスは遺体をエジプトに埋葬したという。